# Senna (minissérie)
Senna é uma minissérie brasileira do gênero drama biográfico, produzida pela Netflix em parceria com a Senna Brands, que conta a história pessoal e profissional de Ayrton Senna (1960–1994), maior ídolo do automobilismo brasileiro. Criada por Vicente Amorim e dirigida por Amorim e Júlia Rezende, a minissérie estreou em 29 de novembro de 2024.

## Sinopse
A minissérie conta a trajetória de Ayrton Senna, um dos maiores ícones do automobilismo brasileiro, abordando sua carreira profissional nas pistas, sua fama mundial, seus relacionamentos familiares, seus relacionamentos amorosos e o seu falecimento, em 1 de maio de 1994, em um trágico acidente, durante uma corrida em Ímola, comuna de Bolonha, na Itália, durante o Grande Prêmio de San Marino.

## Elenco
- Gabriel Leone como Ayrton Senna, piloto automobilístico, empresário e filantropo brasileiro.[3][4]
- Alice Wegmann como Lílian de Vasconcellos Souza, esposa de Senna entre 1981 à 1982.[5][6]
- Pâmela Tomé como Xuxa Meneghel, apresentadora, empresária e namorada famosa de Senna de 1988 à 1990.[7][8]
- Julia Foti como Adriane Galisteu, modelo e namorada de Senna de 1993 até a sua morte, em 1994.[1]
- Camila Márdila como Viviane Senna, psicóloga, irmã de Senna e presidente de IAS.[9]
- Susana Ribeiro como Neyde Joana Senna, mãe de Senna.[1]
- Marco Ricca como Milton Guirado Theodoro da Silva, empresário e pai de Senna.[1]
- Nicolas Cruz como Leonardo Senna, empresário e irmão caçula de Senna.[1]
- Gabriel Louchard como Galvão Bueno, locutor esportivo, apresentador e amigo de Senna.[10]
- Matt Mella como Alain Prost, piloto automobilístico francês e rival de Senna.[11]
- Kaya Scodelario como Laura Harrison, jornalista (personagem fictício).[12][13]
- Pedro Tirolli como Bruno Senna, sobrinho de Senna e piloto automobilístico
- Atriz como Bianca Senna Lali (criança), sobrinha de Senna
- Atriz como Paula Senna Lali (criança); sobrinha de Senna
- Sophie Vieira Silva Souza: Bianca (adolescente), sobrinha de Senna
- Antônio Menqui como Ayrton Senna (criança)
- Sophia Turini como Viviane Senna (criança)
- Ator mirim como Leonardo Senna (criança)

### Participações especiais
- Hugo Bonemer como Nelson Piquet, piloto automobilístico e segundo rival de Senna[1]
- Christian Malheiros como Maurinho, amigo de Senna[14]
- Arnaud Viard como Jean-Marie Balestre, presidente da FIA
- Joe Hurst como Keith Sutton, fotógrafo da F1
- Johannes Heinrichs como Nikki Lauda, piloto automobilístico
- Keisuke Hoashi como Osamu Goto, chefe da Honda
- Leon Ockenden como James Hunt, piloto automobilístico
- Patrick Kennedy como Ron Dennis, chefe da equipe Mclaren
- Richard Clothier como Peter Warr, chefe da equipe Lotus
- Steven Mackintosh como Frank Williams, chefe da equipe Williams
- Tom Mannion como Sid Watkins, médico da F1

## Produção

### Divulgação da série
No dia 30 de abril de 2024, um dia antes da data que marca os 30 anos da morte do grande piloto brasileiro, a Netflix divulgou um teaser de aproximadamente dois minutos em que mostra a dramatização do Grande Prêmio do Brasil de 1991, quando Senna cruzou a linha de chegada em primeiro lugar com apenas uma marcha funcionando no carro.

## Episódios
| Temporada | Temporada | Episódios | Episódios | Estreia original       |
| --------- | --------- | --------- | --------- | ---------------------- |
|           | 1         | 6         | 6         | 29 de novembro de 2024 |

### Temporada 1
| N.º na série | N.º na temp. | Título         | Dirigido por                   | Escrito por                                                                   | Exibição original      |
| --- | ------------ | -------------- | ------------------------------ | ----------------------------------------------------------------------------- | ---------------------- |
| 1 | 1            | "Vocação"      | Vicente Amorim e Júlia Rezende | Álvaro Campos, Gustavo Bragança, Rafael Spínola, Thais Falcão e Álvaro Mamute | 29 de novembro de 2024 |
| Ayrton Senna começa sua carreira no automobilismo na Fórmula Ford. Longe de casa e sonhando alto, ele busca por reconhecimento e mais oportunidades na pista.              |              |                |                                |                                                                               |                        |
| 2 | 2            | "Determinação" | Vicente Amorim e Júlia Rezende | Álvaro Campos, Gustavo Bragança, Rafael Spínola, Thais Falcão e Álvaro Mamute | 29 de novembro de 2024 |
| Uma viagem à Itália resulta em um melhor desempenho nas pistas. Após chamar a atenção de Peter Warr, Senna faz uma escolha decisiva. Alain Prost cruza o caminho de Senna. |              |                |                                |                                                                               |                        |
| 3 | 3            | "Ambição"      | Vicente Amorim e Júlia Rezende | Álvaro Campos, Gustavo Bragança, Rafael Spínola, Thais Falcão e Álvaro Mamute | 29 de novembro de 2024 |
| Galvão analisa o dever de Senna com o Brasil. Uma noite de karaokê abre portas. A rivalidade entre Ayrton e Prost se intensifica antes do Campeonato Mundial de 1988.      |              |                |                                |                                                                               |                        |
| 4 | 4            | "Paixão"       | Vicente Amorim e Júlia Rezende | Álvaro Campos, Gustavo Bragança, Rafael Spínola, Thais Falcão e Álvaro Mamute | 29 de novembro de 2024 |
| O romance de Senna com Xuxa agita a imprensa. Um motor quebrado, conflitos públicos e drama nas pistas aumentam a tensão entre Senna e Prost.                              |              |                |                                |                                                                               |                        |
| 5 | 5            | "Herói"        | Vicente Amorim e Júlia Rezende | Álvaro Campos, Gustavo Bragança, Rafael Spínola, Thais Falcão e Álvaro Mamute | 29 de novembro de 2024 |
| Após a polêmica coletiva de imprensa de Senna, Balestre anuncia os pilotos da temporada. Prost deixa a McLaren, e Senna supera limites em busca da vitória.                |              |                |                                |                                                                               |                        |
| 6 | 6            | "Tempo"        | Vicente Amorim e Júlia Rezende | Álvaro Campos, Gustavo Bragança, Rafael Spínola, Thais Falcão e Álvaro Mamute | 29 de novembro de 2024 |
| Senna faz uma mudança decisiva na carreira. Após amigos sofrerem acidentes nas pistas, ele luta por mais medidas de segurança antes da fatídica corrida de Ímola.          |              |                |                                |                                                                               |                        |

## Controvérsias
Nas redes sociais, a série foi bastante criticada, por ter dedicado menos de três minutos para retratar o relacionamento de Ayrton Senna com a apresentadora Adriane Galisteu, que era a sua namorada à época da morte. Por sua vez, a série dedicou praticamente um episódio inteiro para retratar o relacionamento amoroso de Senna com a apresentadora Xuxa, sua ex-namorada. Segundo o jornal Metrópoles, a família de Senna não queria que Adriane Galisteu fosse citada na série, porém a produção da série se negou a omitir o relacionamento que o piloto teve com a apresentadora. Esse impasse quase provocou o cancelamento da série contudo, após um acordo entre a produção e a família de Senna, ficou acordado que Galisteu seria retratada na série, mas com um tempo reduzido.
Após a polêmica, Galisteu postou um vídeo nas redes sociais, dizendo: "Meu relacionamento com ele foi o último ano e meio da vida dele. Porém, foi ao meu lado, e essa história também me pertence. E também foi uma história vivida intensamente, cheia de amor, cheia de diversão. Um Ayrton completamente diferente daquilo que vocês já viram".

## Prêmios e indicações
| Ano  | Premiação                | Categoria                             | Indicação      | Resultado | Ref.   |
| ---- | ------------------------ | ------------------------------------- | -------------- | --------- | ------ |
| 2024 | Prêmio F5                | Série ou Minissérie do Ano            | Vicente Amorim | Venceu    | [ 19 ] |
| 2024 | Prêmio F5                | Atuação do Ano em Série ou Minissérie | Gabriel Leone  | Indicado  | [ 20 ] |
| 2025 | Prêmio APCA de Televisão | Série de Ficção                       | Vicente Amorim | Venceu    | [ 21 ] |
| 2025 | Prêmio APCA de Televisão | Melhor Ator                           | Gabriel Leone  | Indicado  | [ 21 ] |
| 2025 | Critics' Choice Awards   | Melhor Série em Língua Não-inglesa    | Vicente Amorim | Indicado  | [ 22 ] |